# Schenkia australis
Schenkia australis là một loài thực vật có hoa trong họ Long đởm. Loài này được (R. Br.) G. Mans. mô tả khoa học đầu tiên năm 2004.